# Simone Pietro Simoni
Simone Pietro Simoni (Lucca, 1532 – Cracovia, 3 aprile 1602) è stato un filosofo e un medico italiano.

## Biografia

### La formazione

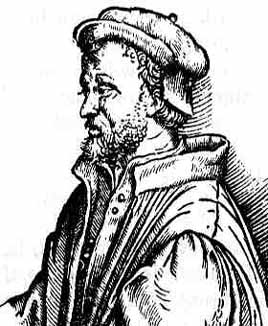
Girolamo Cardano

Simone Simoni nacque nel 1532 a Lucca da Polissena, donna di una famiglia originaria di Vimercate, e da Giovanni Simoni, un modesto mercante lucchese di seta, la cui famiglia era originaria di Vagli, in Garfagnana. Ebbe anche due fratelli, Cesare e Lodovico, che intrapresero il mestiere delle armi.
A Lucca studiò umanità con Antonio Bendinelli e Aonio Paleario, due umanisti in «odore di eresia» - il Paleario finì sul rogo a Roma nel 1570 - e dal 1549 iniziò gli studi universitari. Sostenuto economicamente dal padre, che per farlo studiare dovette vendere alcune proprietà, e poi anche dal patrizio veneziano Lazzaro Mocenigo, peregrinò nei maggiori Studi d'Italia: prima a Bologna, poi a Pavia, a Ferrara, a Padova, a Napoli, ancora a Bologna e finalmente si laureò nel 1562 a Padova in filosofia e medicina.
Diversi ma tutti autorevoli i suoi professori: da Vincenzo Maggi a Girolamo Cardano, da Niccolò Boldoni ad Antonio Musa Brasavola. La sua formazione era di stampo aristotelico-averroistico, come s'insegnava nello Studio padovano, con una forte esigenza razionalistica che aveva riflessi nel campo religioso, tale da mettere in dubbio l'immortalità dell'anima e a creare sospetti di eresia tra i professori e gli studenti di quella Università. Con questa preparazione, Simoni fece ritorno a Lucca, dove fu tra i fondatori del Collegio medico, esercitò la professione medica e sembra aver scritto i suoi primi saggi di argomento filosofico.
Nall'infanzia del Simoni, Lucca aveva vissuto un periodo concitato di aperti conflitti sociali e poi di tentativi di riforme politiche e religiose, portate avanti dal gonfaloniere Francesco Burlamacchi e dal circolo di intellettuali riuniti intorno a Pietro Martire Vermigli, priore di San Frediano. Quando Simoni era ritornato a Lucca, quella fervida attività era già stata spenta dalla reazione cattolica guidata dal vescovo inquisitore Guidiccioni, ma certo quelle idee di Riforma circolavano ancora sotterraneamente in città, e forse lo stesso Simoni le aveva già raccolte durante i suoi trascorsi nelle diverse Università da lui frequentate.
Sta di fatto che nel 1564 Simoni fu chiamato dalle autorità lucchesi a dare spiegazioni sulle proprie opinioni religiose: per tutta risposta il nostro medico, «non fidandosi troppo delle sue forze», cercò la salvezza con la fuga: «munito solo di un cavallo e dei propri risparmi, dopo aver preso commiato dalla famiglia, fuggì, accompagnato da un servitore, alla volta di Ginevra». Negli atti ufficiali della Repubblica di Lucca, la sua condanna per eresia risulta formalizzata il 17 novembre 1567.

### A Ginevra
A Ginevra, patria del calvinismo, si era formata da decenni una numerosa colonia di emigrati italiani per motivi religiosi, e tra questi non pochi erano i lucchesi. La comunità italiana era inserita in una propria chiesa e Simoni vi ebbe l'incarico di catechista; ottenuta la cittadinza ginevrina, sposò Angela Cattani, figlia di Francesco, un concittadino da tempo stabilitosi a Ginevra, e ne ebbe una figlia. Preso a benvolere dall'influente teologo Teodoro di Beza, ottenne di insegnare filosofia all'Accademia di Ginevra: un incarico dapprima senza compenso, poi retribuito insieme con la nomina, nell'ottobre del 1565, a professore ordinario. Anche il padre Giovanni si stabilì a Ginevra nell'agosto del 1566: in quello stesso periodo gli venne aumentato lo stipendio, ottenne un alloggio gratuito e, nel successivo febbraio, nell'Accademia fu istituita appositamente per lui la cattedra di medicina.
A Ginevrà pubblicò i primi libri. Nel 1566 presso l'editore Jean Crespin apparve il suo In librum Aristotelis de sensuum instrumentis et de his quae sub sensum cadunt commentarius unus: è il commento al De sensu et sensibilibus di Aristotele. In esso Simoni distingue dapprima le verità di fede dalle verità filosofiche - una premessa tipica dell'aristotelismo padovano - ma poi cerca di dimostrare che la ragione, indagando la natura, può giungere a Dio, rivelando le verità di fede. In tal modo, Simoni sostiene che anche le questioni teologiche hanno natura razionale e, qualora sorgano contrasti, la ragione è in grado di comporli, indicando la via da seguire per una corretta interpretazione: una conseguenza, seppure non esplicita nel commento del Simoni, della prevalenza della ragione sulla fede, è che il dogma - espressione della tradizionale subordinazione della ragione alla fede - non ha motivo di esistere.

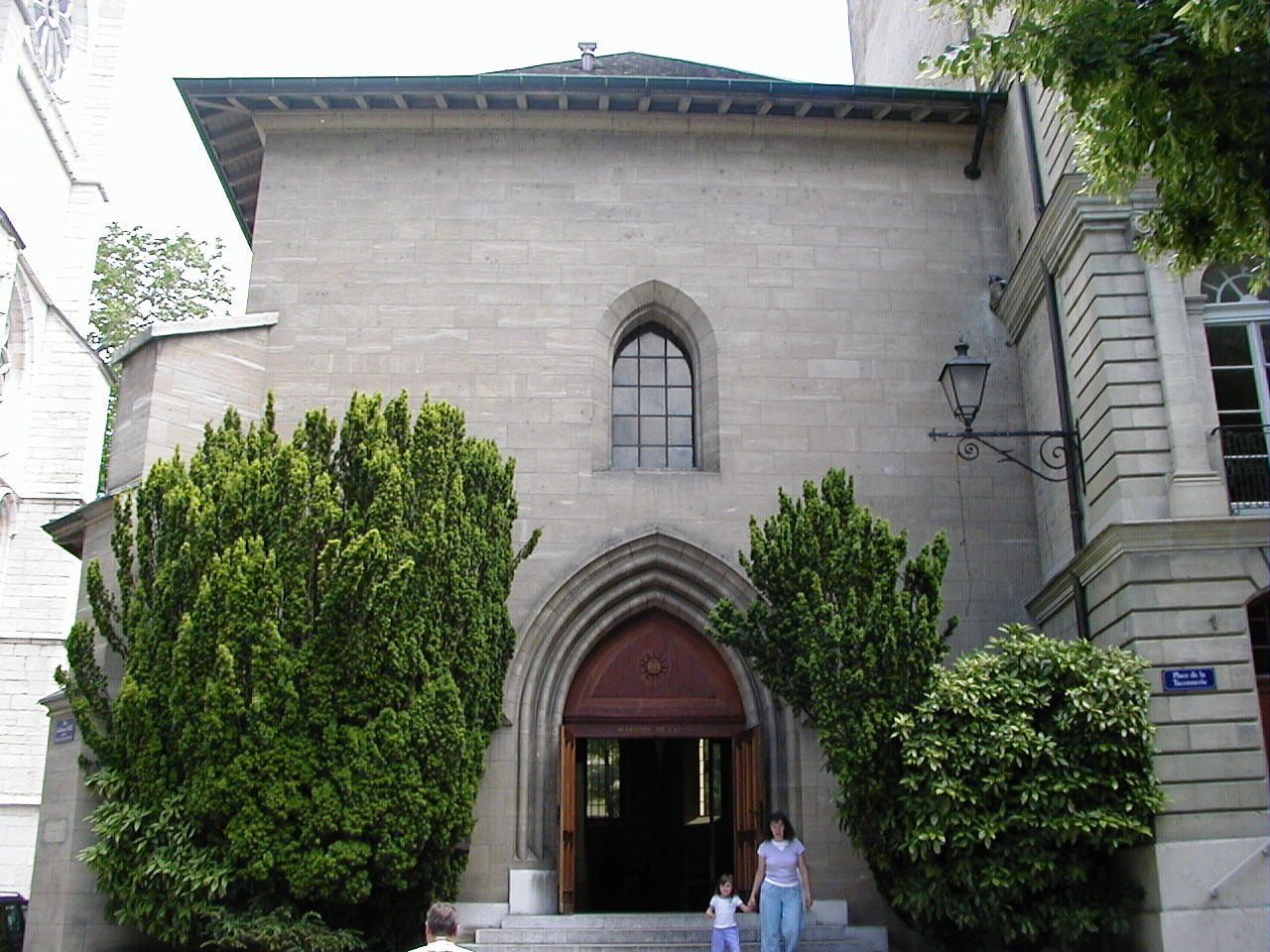
La sede del Concistoro di Ginevra

Il suo aristotelismo che poco concede alla teologia cristiana si conferma con i successivi commenti all'Etica Nicomachea e al De anima, mentre dal 1567 Simoni condusse una lunga e dura polemica contro il medico e filosofo Jacob Schegk. Questi, proprio all'opposto del Simoni, usava argomenti tratti dalla teologia scolastica per dimostrare la realtà della teoria, allora caldeggiata in ambienti luterani, della ubiquità del corpo di Cristo. Simoni rispondeva con argomenti di carattere fisico dimostrando l'irrealtà di tale assunto: un solo corpo fisico non può che occupare, nello stesso tempo, un unico spazio determinato e anche Cristo, in vita, fu soggetto alla legge naturale. Dopo la morte, egli aveva mantenuto soltanto una natura divina, e non è sostenibile l'idea che Dio possa mutare le leggi naturali: ente perfetto e primo motore immobile - come l'aveva delineato Aristotele - Dio agisce sulla natura unicamente attraverso la sua perfezione che indirizza al bene gli esseri naturali.
Il suo carattere collerico e l'alta considerazione che egli aveva di sé lo portò a una lite clamorosa con Niccolò Balbani, un altro lucchese, catechista della comunità italiana. Durante il matrimonio della figlia di questi, Simoni lo coprì d'insulti, con grave scandalo delle autorità di Ginevra, che fecero imprigionare Simoni e lo espulsero dall'Accademia. A nulla valsero le scuse presentate dal Simoni: è del resto probabile che la severità del Consiglio e del Concistoro ginevrino fosse motivata anche dalla freddezza e dallo spirito d'indipendenza dimostrato dal medico lucchese, che pure si dichiarava calvinista, in materia di religione. Tuttavia Teodoro di Beza gli mantenne ancora la sua amicizia e lo fornì di una lettera di raccomandazione con la quale, nel luglio del 1567, Simone Simoni lasciò temporaneamente a Ginevra la moglie e la figlia per dirigersi alla volta di Parigi.

### A Parigi

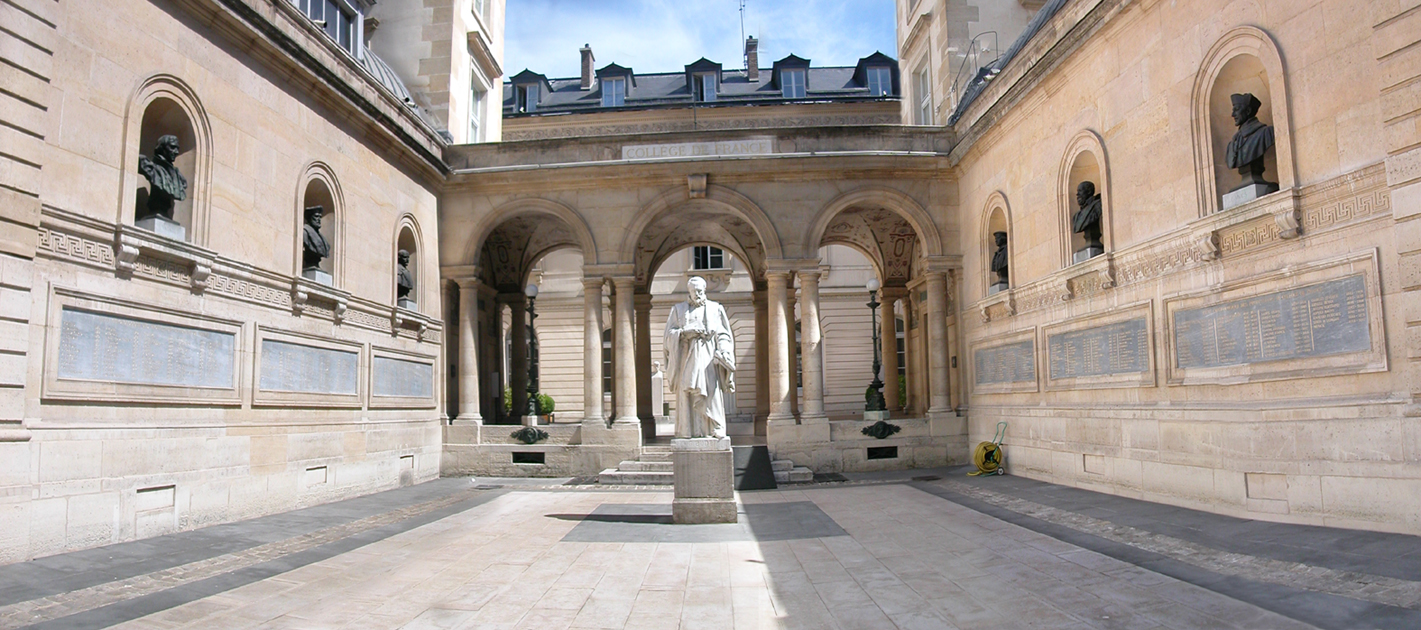
Parigi: cortile del Collège Royal, oggi Collège de France

Nella capitale francese Simoni ottenne una buona accoglienza: i calvinisti - qui chiamati ugonotti - erano ancora tollerati e le lusinghiere referenze gli fecero ottenere una cattedra di filosofia al Collège Royal, dove le sue lezioni ottennero subito un grande concorso di pubblico. Come scrisse al Beza il 22 settembre 1567, alle sue lezioni assistevano sei o settecento «huomini barbati, dottori, professori, et altri di robba lunga, preti, frati, giesuiti et altra simil razza d'uomini». Si ebbe le congratulazioni di Pietro Ramo, che volle incontrarlo e lo chiamò «felicissimum et praestantissimum ingenium italicum», non però quelle del collega Jacques Charpentier, che temeva che il Simoni fosse stato mandato da Ginevra «per turbare questa scuola».
Sapeva che la sua permanenza a Parigi era precaria: «il nome di Ginevra mi nuoce più che il nome di ugonotto», né poteva valere molto la protezione del cardinale Odet de Coligny, passato al calvinismo. Simoni riferiva di aver rifiutato offerte sostanziose da parte cattolica per insegnare in loro collegi, a prezzo di una sua conversione, e di attendersi un prossimo editto che avrebbe affrontato il problema della convivenza tra cattolici e ugonotti.
Un editto effettivamente ci fu, emanato da Carlo IX alla fine dell'anno, con il quale si proibiva ai protestanti l'insegnamento pubblico. Così, perduti anche i suoi libri che gli furono sequestrati, Simoni fu costretto ad abbandonare la Francia.

### In Germania

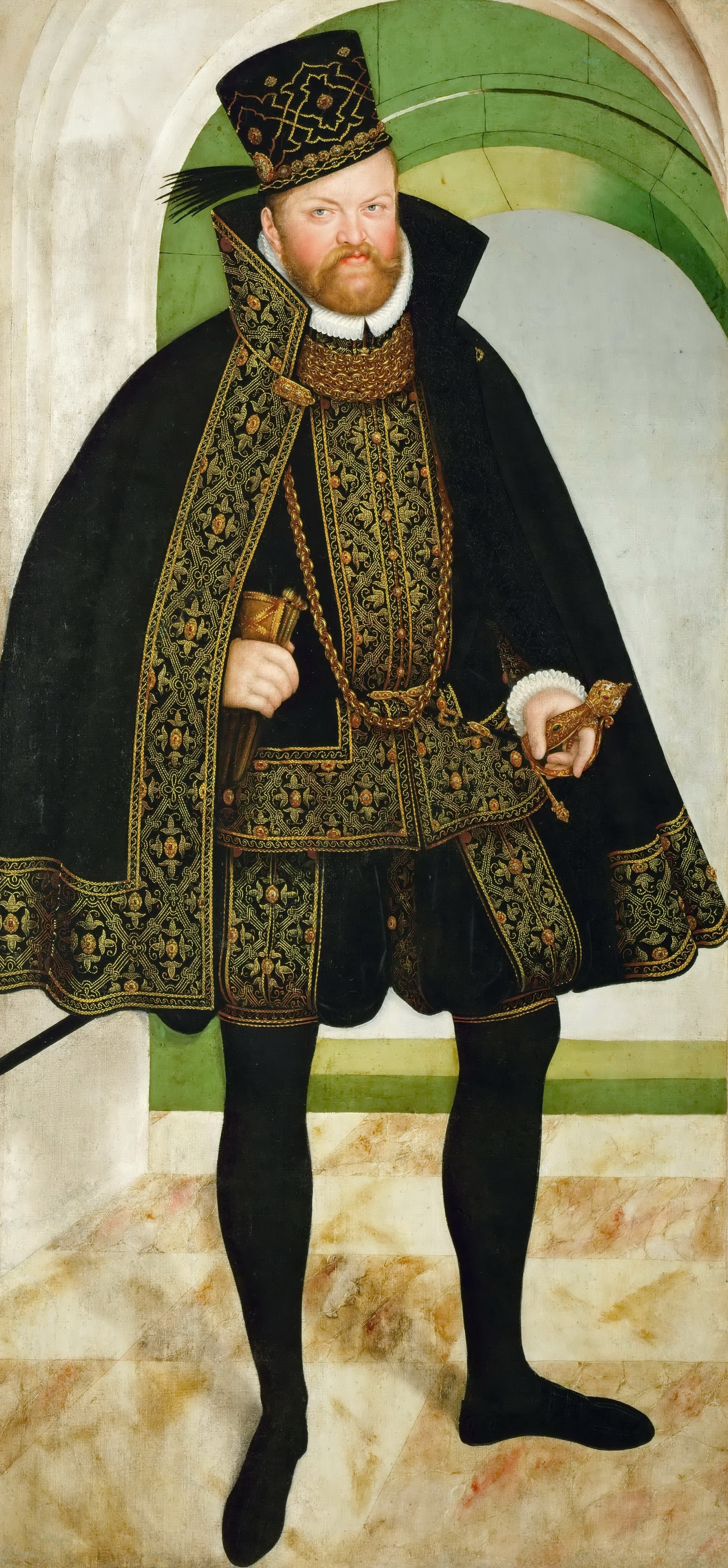
Cranach: Augusto di Sassonia

Si apriva un nuovo periodo di difficoltà per il Simoni, cui morirono la moglie Angela e il fratello Lodovico. Non potendo insegnare a Ginevra, cercò di ottenere un incarico a Zurigo e a Basilea, sollecitando in tal senso altri emigrati italiani come l'editore Perna e l'umanista Celio Curione, ma invano. I sospetti di antitrinitarismo che gravavano sul suo conto, da quando, nel 1566, aveva fatto visita nel carcere di Berna all'«eretico» Valentino Gentile poco prima che questi venisse giustiziato, e il recente scandalo provocato a Ginevra non agevolavano il suo inserimento nelle élite intellettuali delle città svizzere.
Ottenne bensì una raccomandazione dal Bullinger per un posto di insegnante a Heidelberg, ma anche qui rimase poco tempo: la sua amicizia con l'antitrinitario Thomas Erastus, il suo aristotelismo senza compromessi - dal nulla, nulla si crea, sostenne in una pubblica lezione tenuta il 28 dicembre 1567, cosicché anche Cristo era stato creato da Dio Padre - e il suo carattere spigoloso gli alienarono ogni simpatia e Simoni dovette riprendere la via di Basilea.
Finalmente, nel 1569, ottenne una cattedra straordinaria di filosofia all'Università di Lipsia. Se Simoni poteva fregiarsi della stima dell'elettore di Sassonia Augusto I, non eguale considerazione ottenne dai suoi colleghi, che fecero gruppo a sé e lo isolarono. Simoni non si perse d'animo: molto popolare tra gli studenti per la vivacità delle sue lezioni e lo spirito critico che infondeva negli allievi, nel 1570 fondò, all'interno dell'Università, un'accademia sul modello umanistico italiano, battezzandola «Academia Acutorum», Accademia degli Acuti.
Di questa istituzione entrò a far parte un gruppo di suoi studenti: «Le discussioni dovevano vertere sulla interpretazione di passi aristotelici. Notevole la mancanza di ogni precetto di osservanza religiosa in senso specifico. I giovani così raggruppati intorno al Simoni dettero ben presto dello spirito critico e dell'idea di esser superiori agli altri, che il vivace professore aveva finito per insinuare nei loro animi. Pasquinate anonime contro un professore, e il giorno dopo, un litigio clamoroso tra questo e il Simoni, iniziarono nel 1571 una serie di incidenti che ebbero termine solo alla fine del 1573 con la soppressione dell'Accademia».
La soppressione dell'Accademia, decisa dal Senato universitario, testimonia i difficili rapporti intercorrenti tra l'Università e il Simoni, che per altro in città era reputato «ospite illustre, professionista affermato e ricercato, uomo di mondo e di cultura dalla posizione prestigiosa, che godeva della stima e del rispetto dei suoi concittadini, e la cui fama oltrepassava la frontiera del paese che gli dava ospitalità». Egli, infatti, oltre a insegnare filosofia e ad avere allievi anche illustri, come i prìncipi lituani Radziwiłł, esercitava la professione medica, vantando clienti di riguardo, e si era risposato con una nobile del luogo, Magdalena von Hülsen.

#### La «De vera nobilitate»
Nel 1572 pubblicò il suo scritto filosofico più originale, la De vera nobilitate, dedicata all'Elettore di Sassonia. La vera nobiltà è la virtù dell'anima umana, la quale è intesa aristotelicamente come forma del corpo: la virtù dell'anima è perciò strettamente legata alla particolare costituzione del corpo, trasmessa nell'individuo di generazione in generazione dal seme del genitore, che costituisce la causa efficiente del singolo essere. Non per nulla da «genere» deriva «generoso», e se pure «non tutti i nobili sono generosi, chi è generoso è considerato nobile».
Le differenze sociali tra gli individui e le conformazioni dei loro corpi sono egualmente corrispondenti per necessità naturale, secondo Simoni: «la natura vuole infatti fare diversamente i corpi dei liberi da quelli dei servi, questi robusti e con deformità necessarie al loro particolare utilizzo, quelli diritti e belli, perché non destinati a tali fatiche, ma alla vita civile», anche se non mancano eccezioni alla regola.
Certamente l'educazione ricevuta svolge una funzione per la formazione dell'uomo, ma resta inferiore a quella naturale: di due giovani, di diversa estrazione sociale ma educati allo stesso modo, il nobile risulterà alla fine meglio formato, in quanto la natura lo ha costituito di una «materia» superiore. L'educazione ha lo stesso effetto della medicina: fa recuperare la propria condizione di salute, ma non può migliorarla oltre il limite fissato dalla natura.
Viene da sé che le famiglie nobili diano lustro alla nazione, formando l'élite della società civile sotto l'aspetto culturale e politico. Questo però non avviene in tutte le nazioni, ma soltanto in quelle di antica civiltà - in sostanza, in gran parte delle società europee - mentre presso i barbari non può esistere nobiltà: «essi sono giustamente detti servi per natura e in quanto servi, non portano in loro nessuna virtù, essendo nati per servire sotto una tirannia e non in un regio e civile governo».
Le virtù dei nobili non possono consistere nell'accumulare ricchezze, ma esse sono ugualmente attive e pratiche: sono le virtù civili del politico, che si occupa del benessere dei cittadini, quelle del medico, che si occupa della salute degli individui, del fisiologo, che studia la natura e infine del metafisico, che studia le cose divine. Queste ultime, insieme alla virtù della contemplazione, è però meglio riservarle nella vita che ci attende dopo la morte, quando quei problemi saranno facilmente risolti: «queste cose sono irrise dai politici, tra i quali (non tra gli angeli) si discute di nobiltà». Nel frattempo, è opportuno «dedicarsi alle cose di questo mondo ed essere utili alla società degli uomini: si loda Socrate il quale, trascurate le altre parti della filosofia, coltivò quella sola che era più adatta ai costumi degli uomini e alle istituzioni civili».
Che la vera nobiltà si debba esprimere nell'attività pratica e civile è ribadito più volte dal Simoni: «la nobiltà spunta fuori dalla società civile, non dalla solitudine», e le virtù spirituali, come quelle mostrate dai mistici e dai contemplativi, non sono virtù nobili proprie dell'essere umano. Queste virtù tipicamente cristiane discendono direttamente da Dio e perciò non derivano da generazione naturale, non sono frutto della carne e del sangue - il fondamento della vera nobiltà - e non essendo ereditarie non possono essere considerate virtù nobili.
Naturalmente, ai non nobili non possono essere affidati incarichi di responsabilità nel governo della società, ma al più solo l'esercizio di magistrature minori. Derivando dal sangue la nobiltà, non si può diventare autenticamente nobili attraverso conferimenti onorifici, anche se concessi da un sovrano mentre, al contrario, un autentico nobile non può essere privato della fama e dell'onore, perché in lui opera sempre «quella forza e quell'efficacia naturale ricevuta dai suoi antenati».

#### Conflitti accademici e religiosi

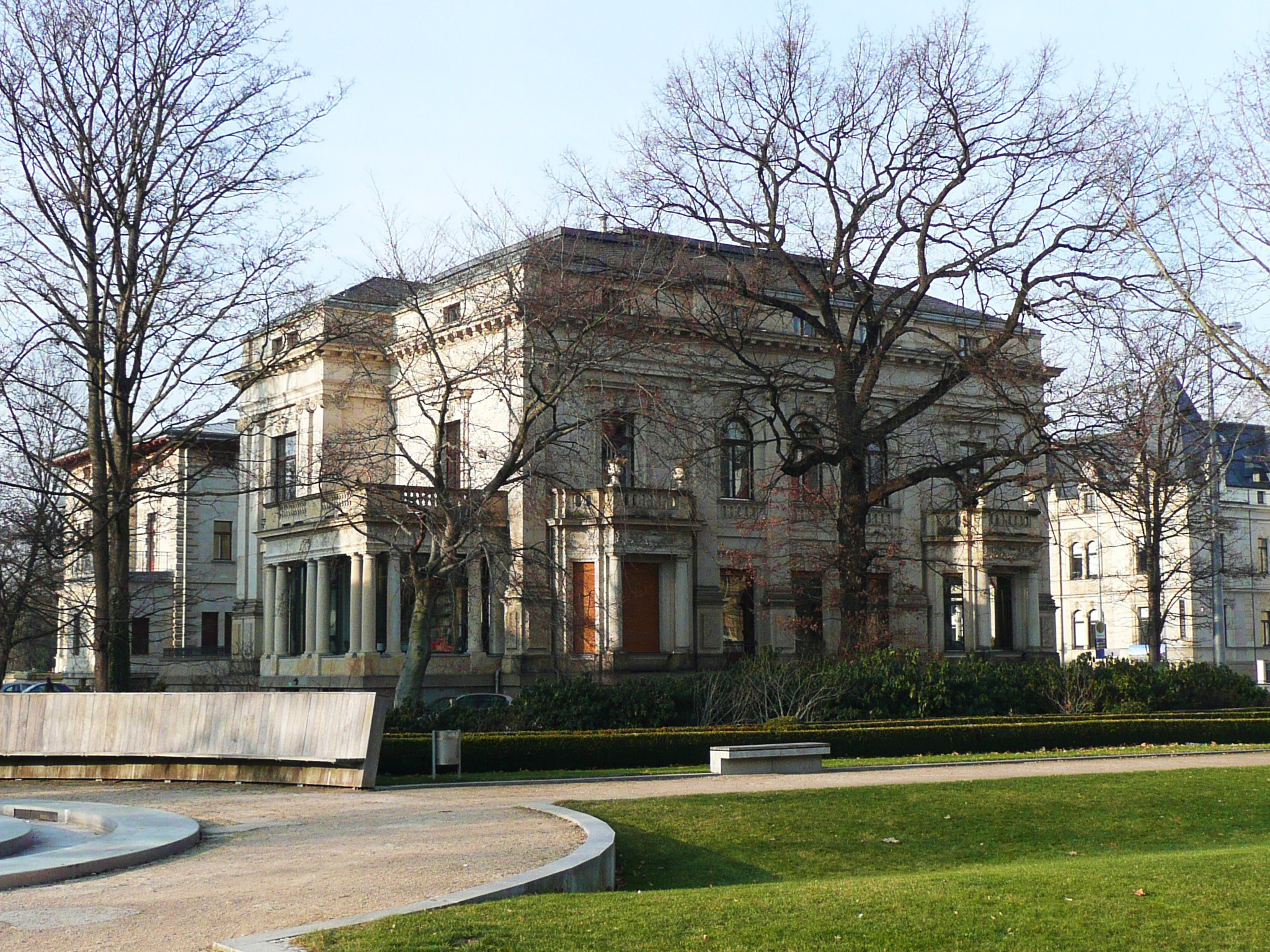
Lipsia: l'attuale Accademia delle Scienze

Dopo questa applicazione dei principi aristotelici al vivere civile e al governo dello Stato, che deve essere affidato a chi per natura fa parte degli ottimati, Simoni si dedicò a trattare temi propriamente medici. Nel 1574 apparve a Lipsia il suo De partibus animalium, ove descrive la conformazione del feto, nel 1575 la De vera ac indubitata ratione continuationis, intermittentiae, periodorum febrium humoralium, nel 1576 l'Artificiosa curandae pestis methodus, cui seguì l'anno dopo una Synopsis brevissima novae theoriae de humoralium febrium natura: temi di drammatica attualità, a Lipsia, investita da un'epidemia di peste.
Nel 1575 Simoni aveva ottenuto il permesso di esercitare la professione medica all'interno dell'Università, pur senza ottenere, oltre quella straordinaria di filosofia, anche una cattedra di medicina. Alla fine del 1576 presentò all'Elettore una proposta di riforma universitaria. S'indicava la necessità di una maggiore cura nell'assunzione dei professori, che dovevano dimostrare non solo di possedere la necessaria scienza, ma anche capacità didattiche. Dovevano anche essere obbligati a tenere un maggior numero di lezioni - s'imponevano multe ai professori inadempienti - mentre la durata dell'anno accademico veniva prolungata.
Particolare cura dedicava il Simoni all'insegnamento della medicina. Dovevano tenere lezioni cinque professori, tra i quali un chirurgo che avrebbe tenuto esercitazioni di anatomia e fatto dimostrazioni pratiche di cura delle diverse affezioni. La qualità dell'insegnamento teorico andava migliorata: Simoni riteneva che corressero troppe affermazioni dogmatiche, che sarebbero dovute essere verificate dalla pratica e dal rigore della dimostrazione dialettica. A questo proposito egli opinava che avrebbe giovato un'accurata conoscenza delle opere di Aristotele.
Non mancavano poi critiche severe sull'attuale andamento dell'Università di Lipsia: i rettori erano scelti grazie alle loro aderenze, si promuovevano studenti immeritevoli, vi era scarsa pulizia, la farmacia universitaria era mal tenuta.
Tali proposte e simili critiche non potevano che alimentare ancor più l'ostilità dei colleghi. Egli non sembrava preoccuparsene: la stima dell'Elettore Augusto si manteneva immutata, se nel 1579 lo fece nominare professore ordinario di filosofia e lo promosse a suo primo medico personale. Avvenne tuttavia nell'agosto del 1581 che, su sollecitazione della chiesa luterana, la quale aveva preparato una confessione di fede che in particolare tutti funzionari e gli impiegati, a vario titolo, dello Stato avrebbero dovuto firmare, l'Elettore pretese tale sottoscrizione anche dal professor Simoni, ottenendone un netto rifiuto.
Racconta lo stesso Simoni che, avendo «rifiutato costantemente di sottoscrivere quella che i teologi sassoni denominarono Formula di Concordia, il Principe Elettore rivolse il suo sdegno contro di me». Al che il Simoni «decise di andarsene e, nonostante l'Elettore cercasse d'impedirlo, diede l'ultimo saluto a quelle popolazioni».

### A Praga: la conversione al cattolicesimo

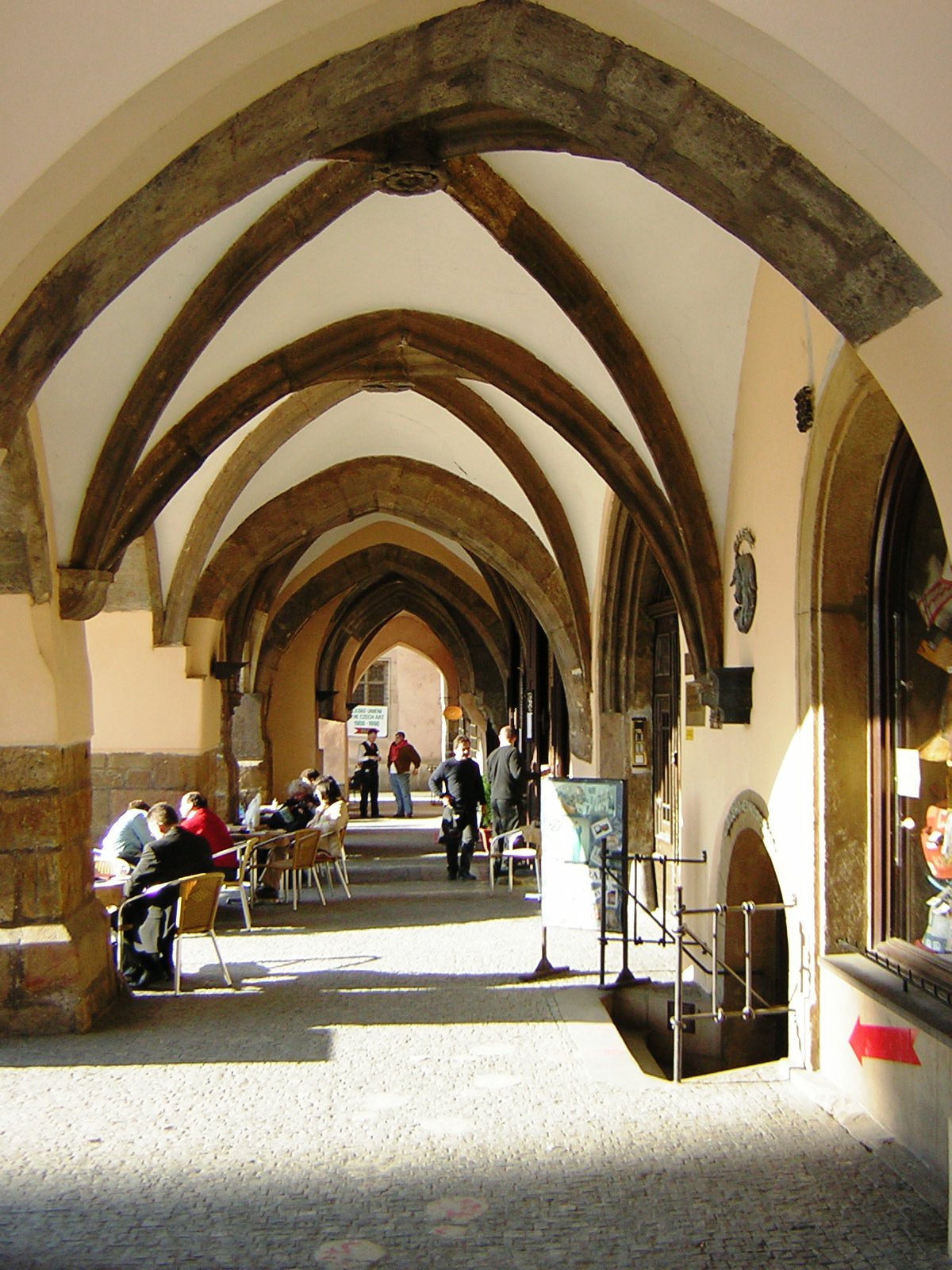
Praga: portici medievali

Si trasferì a Praga, dove venne assunto quale medico personale dell'imperatore Rodolfo II. Tale incarico e il carattere cattolico dell'Impero di cui era ora suddito rendeva necessario un chiarimento sulle sue posizioni religiose, poiché era nota la rottura avvenuta a Ginevra con i calvinisti e a Lipsia con i luterani. Simoni si adeguò facilmente alla nuova situazione e nel febbraio del 1582 abiurò pubblicamente le passate convinzioni, ritrattò quanto nei suoi scritti poteva esservi di «eretico» e abbracciò formalmente il cattolicesimo.
Si trattò di una scelta di convenienza, seppure comprensibile nel clima torbido delle persecuzioni e dell'intolleranza. Lo scrisse lui stesso il 29 agosto 1582 all'amico Nicolas Selnecker, un teologo luterano: «Confesso di aver abiurato, anche se non avrei voluto farlo neppure a costo del mio sangue. Di tale mio atto altri comunque sono i responsabili. In nessun altro modo avrei potuto infatti salvare la mia vita, quella di mia moglie e dei miei figli che speravo di poter condurre con me» - la moglie morì poco dopo e i tre figli rimasero affidati a Lipsia al nonno materno - «io, un italiano perseguitato a causa della religione luterana, dichiarato nemico della patria, esposto per decreto del Senato all'agguato di sicari». E ricordò la sorte di chi non si era piegato a compromessi: «io che vidi con questi occhi il Paleologo, esule per causa di religione, condotto su richiesta del legato pontificio dalla Moravia a Vienna, e di qui trascinato in catene a Roma (si sente dire che ormai è stato crudelmente arso sul rogo), io che ero circondato da ogni parte da infinite difficoltà e pericoli di ogni genere, che cosa avrei dovuto fare?».
Questa lettera non venne agli occhi dei gesuiti, che vantarono il successo ottenuto con la presunta conversione del medico famoso, il quale avrebbe promesso - a dir loro - di collaborare nella lotta agli eretici. La loro soddisfazione non dovette però durare a lungo, o forse essi stessi credettero poco alla conversione del Simoni, se lo storico gesuita Francesco Sacchini già nel 1620 poteva qualificarlo di «miserabile uomo che in disprezzo di ogni religione sprofondò nell'empietà», mentre tra i protestanti il Beza, alla notizia della sua conversione, commentò di essere sempre stato convinto che l'unico Dio di Simoni fosse in realtà Aristotele. e Jakob Monau, dopo aver ricordato i suoi continui trascorsi - «da cattolico si è fatto calvinista, da calvinista antitrinitario, da antitrinitario luterano, e ora di nuovo papista» - lo tratteggiò da «uomo profano ed empio, come indicano sia i suoi costumi, sia i suoi discorsi, sia tutta la sua vita».
Forse Simoni stesso sentì di essere circondato da un clima di diffidenza se non di disprezzo, perché solo dopo poco più di un anno, alla fine del 1582, prese la risoluzione di lasciare le terre dell'Impero per trasferirsi in Polonia.

### In Polonia
Sembra che sia stato un altro italiano, Nicola Buccella, medico personale del re István Báthory, a raccomandarlo come medico della corte di Cracovia. Buccella, di fede anabattista, godeva di notevole considerazione, né la sua fama di eretico gli aveva pregiudicato l'esercizio della professione in quella Polonia che era ancora un paese tollerante. Il prestigioso incarico e la fama stessa di cui da tempo godeva aprì al Simoni le porte della migliore società polacca, e nel marzo del 1583 egli sposava Magdalena Krzyźanowska, giovane figlia di Joachim Krzyźanowski, nobile borgomastro della capitale.

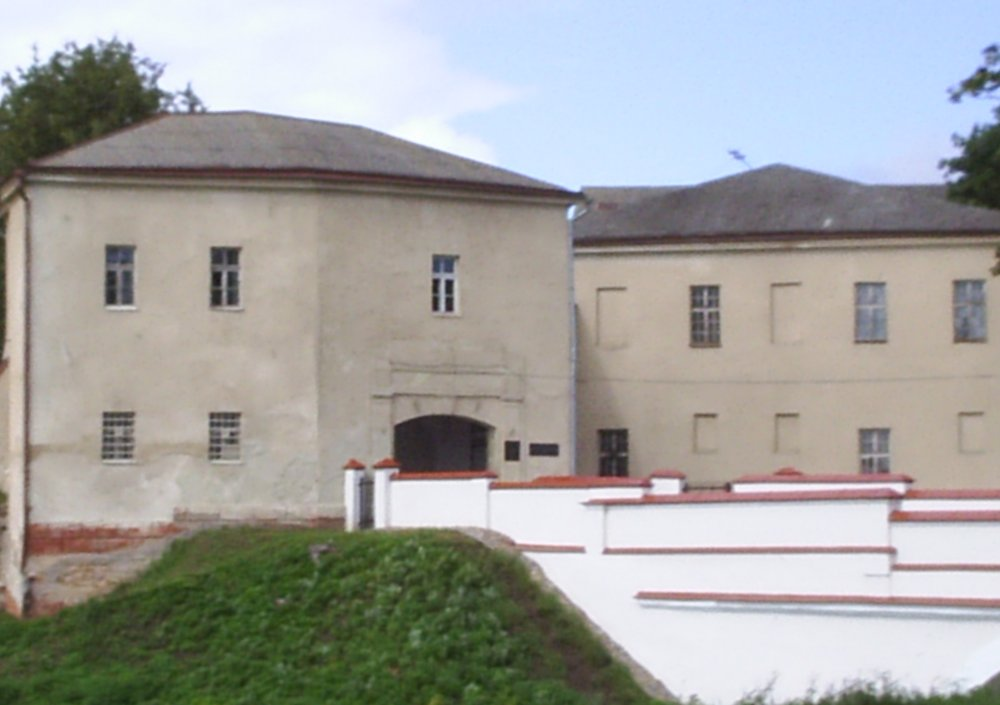
Il castello reale di Hrodna

Riprese a pubblicare alcuni libri: la Disputatio de putredine è una confutazione, sulla scorta di Aristotele, delle teorie del medico svizzero, nonché teologo, Thomas Erastus, mentre la Historia aegritudinis ac mortis magnifici et generosi domini a Niemsta è una relazione sulla morte del borgomastro di Varsavia Jerzy Niemsta, che era stato suo paziente. Sulla malattia di quest'ultimo tornò nel Simonius supplex, insieme con una delle solite polemiche che lo videro ora opporsi al medico di Piombino Marcello Squarcialupi.
Una nuova svolta nella vita del Simoni si verificò con la malattia e la morte del re Stefano. Il 7 dicembre 1586 il Báthory si sentì male nel suo castello di Hrodna, e nel consulto tenuto dal Buccella e dal Simoni emersero serie divergenze: il primo giudicò molto grave le condizioni del re, mentre Simoni ritenne che non ci fosse nessun pericolo. Due giorni dopo le condizioni di Stefano Báthory si aggravarono e i due medici si trovarono d'accordo nell'imporre un salasso al re ma in contrasto sulla dieta: Simoni era favorevole a fargli bere del vino, che il Buccella intendeva invece proibire. Nemmeno nella diagnosi si trovarono d'accordo: per il Buccella, il sovrano soffriva di asma, per Simoni, di epilessia.
L'11 dicembre sopravvenne una nuova grave crisi e il re perse conoscenza. Pur giudicando molto gravi le sue condizioni di salute, Simoni rassicurò i circostanti, perché, a suo dire, non c'era ancora pericolo di morte: aveva appena pronunziato queste parole che il re spirava. Simoni lasciò il castello e non volle assistere all'autopsia, sostenendo che fosse inutile, poiché l'epilessia «ab infernis partibus ducit originem» e non lascia tracce nel cadavere. Coordinata dal Buccella, l'autopsia fu effettuata il 14 dicembre dal chirurgo tedesco Johann Zigulitz, che accertò una grave alterazione dei due reni. La ricognizione dello scheletro di Stefano Báthory, avvenuta nel 1934, confermò che la morte avvenne per degenerazione renale, uremia e calcolosi.

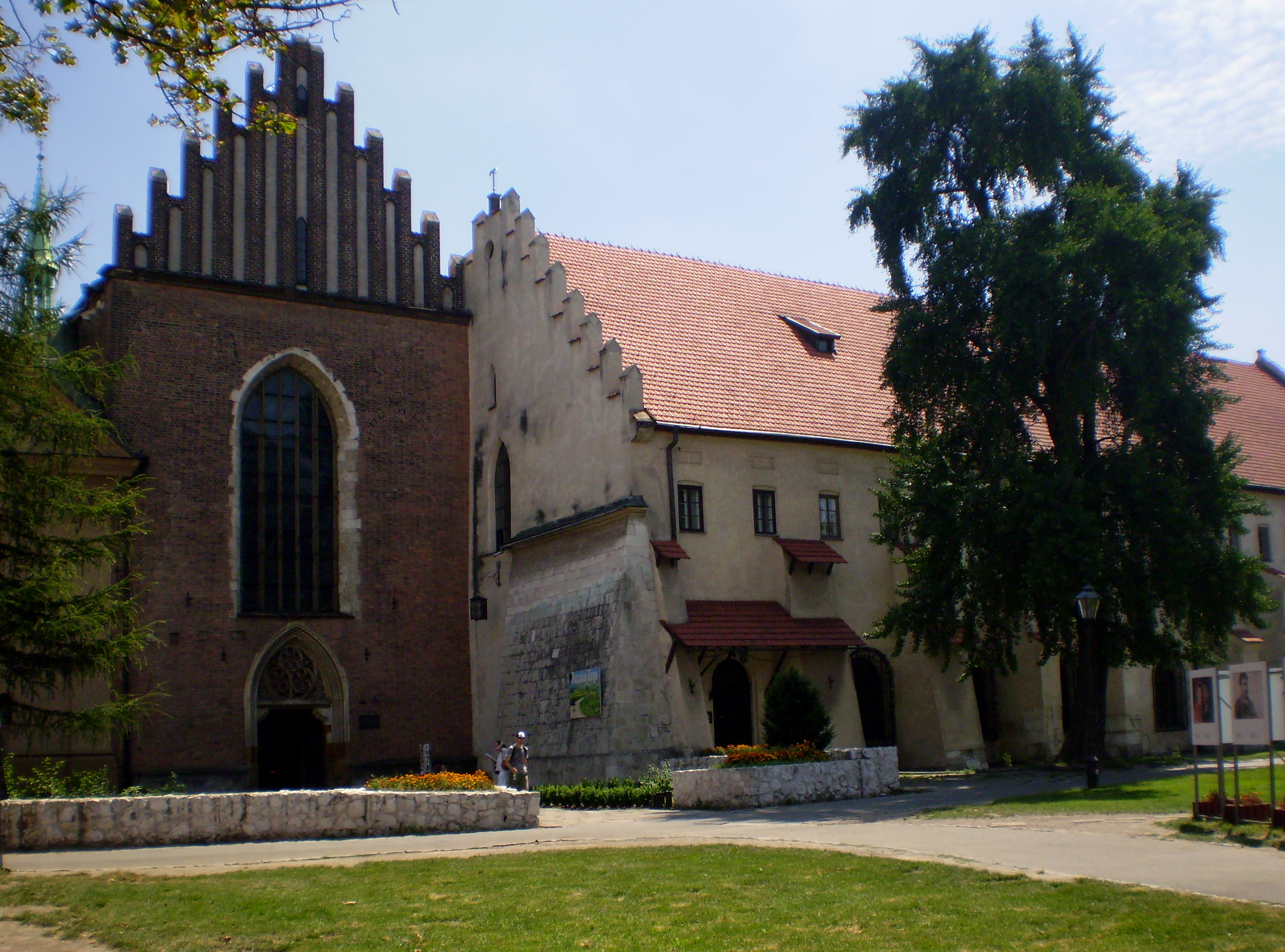
Cracovia: chiesa di San Francesco

Simoni pubblicò a sua difesa lo Stephani primi sanitas, vita medica, aegritudo, mors, che fu violentemente contestato dal De morbo et obitu serenissimi magni Stephani, scritto dal segretario reale Giorgio Chiakor su ispirazione del Buccella. La polemica proseguì a lungo, coinvolgendo altri amici del Buccella, e degenerando in insulti e attacchi sulle convinzioni religiose dei due protagonisti: contro Simoni, tra gli altri, fu indirizzato l'opuscolo Simonis Simoni lucensis, primum romani, tum calviniani, deinde lutherani, denuo romani, semper autem athei summa religio. Alla fine, il nuovo re Sigismondo III, nell'aprile del 1588, riconfermò Buccella nella carica di medico curante, escludendo Simoni da ogni incarico di corte.
Da allora, le notizie su Simoni si fanno scarse. Pur senza avere incarichi ufficiali, mantenne una ricca clientela e godette della considerazione dello stesso imperatore Rodolfo, dei principi Radziwiłł, del vescovo di Olomouc Jan Pavlowski e dei gesuiti, dai quali si fece rilasciare nel 1600 un salvacondotto per rientrare in Italia e recarsi a Roma. Precauzione necessaria, con i suoi trascorsi: una precauzione maggiore fu però quella di rinunciare al viaggio. La sua vita agitata ebbe così fine a Cracovia nel 1602, vecchio di settant'anni, come lo ricordava la lapide posta dalla moglie Magdalena sulla sua tomba nella chiesa cattolica di San Francesco. Quella lapide, e la sua tomba, non esistono più.

## Opere
- In librum Aristotelis de sensuum instrumentis et de his quae sub sensum cadunt commentarius unus, Genevae, apud Joannem Crispinum 1566
- Commentariorum in Ethica Aristotelis ad Nicomachum, liber primus, Genevae, apud Ioannem Crispinum 1567
- Interpretatio eorum quae continentur in praefatione Simonis Simonij Lucensis, Doct. Med. & Phil. cuidam libello affixa, cuius inscriptio est: Declaratio eorum quae in libello D. D. Iacobi Schegkii, & c., Genevae, apud Ioannem Crispinum 1567
- Phisiologorum omnium principiis Aristotelis De anima libri tres, Lipsiae, Ernst Võgelin 1569
- Antischegkianorum liber unus, in quo ad obiecta Schegkii respondetur, vetera etiam nonnulla, dialectica & phisiologica praesertim, errata eiusdem, male defensa & excusata inculcantur, novaque quam plurima peiora prioribus deteguntur, Basileae, apud Petrum Pernam 1570
- Responsum ad elegantissimam illam modestissimamque praephationem Jacobi Schegkii, cui titulum fecit Prodromus antisimonii, s.l.t. [1571]
- Ad amicum quendam epistola, in qua vere ostenditur, quid causae fuerit, quod responsum illud, quo maledicus, & multis erroribus refertus Iacobi Schegkij doctoris & professoris Tubingensis liber plene refellitur, nondum in lucem prodierit, Parisiis, in vico Jacobaeo 1571
- De vera nobilitate, Lipsiae, Ioannes Rhamba excudebat 1572
- De partibus animalium, proprie vocatis Solidis, atque obiter de prima foetus conformatione, Lipsiae, Iohannes Rhamba excudebat 1574
- De vera ac indubitata ratione continuationis, intermittentiae, periodorum febrium humoralium, Lipsiae, apud haeredes Jacobi Bervaldi 1575
- Artificiosa curandae pestis methodus, libellis duobus comprehensa, Lipsiae, apud Ioannes Steinmann 1576
- Synopsis brevissima novae theoriae de humoralium frebrium natura, periodis, signis, et curatione, cuius paulo post copiosissima et accuratissima consequentur hypomnemata; annexa eiusdem autoris brevi de humorum differentiis dissertatione. Accessit eiusdem Simonis examen sententiae a Brunone Seidelio latae de iis, quae Jubertus ad axplicandam in paradoxis suis disputavit, Basileae, per Petrum Pernam 1577
- Historia aegritudinis ac mortis magnifici et generosi domini a Niemsta, Cracoviae, in officina Lazari 1583
- Disputatio de putredine, Cracoviae, in officina typographica Lazari 1583-1584
- Commentariola medica et phisica ad aliquot scripta cuiusdam Camillomarcelli Squarcialupi nunc medicum agentis in Transilvania, Vilnae, per Iohannem Kartzanum Velicef 1584
- Simonius supplex ad incomparabilem virum, praeclarisque suis facinoribus de universa Republica literaria egregie meritum Marcellocamillum quendam Squarcilupum Thuscum Plumbinensem triumphantem: pars prima. Pars altera: in qua de peripneumoniae nothae dignitione curationeque in domino a Niemista, de subiecto febris, de rabie canis, de starnutamento, de infecundis nuptiis agitur, Cracoviae, Alexiius Rodecius 1585
- D. Stephani primi Polonorum regis magnique Lithuaniae ducis vita medica, aegritudo, mors, Nyssae, Reinheckelii 1587
- Responsum ad epistolam cuiusdam Georgij Chiakor Ungari, de morte Stephani primi, 1587
- Responsum ad Refutationem scripti de sanitate, victu medico, aegritudine, obitu, D. Stephani Polonorum regis, Olomutii 1588
- Scopae, quibus verritur confutatio, quam advocati Nicolai Buccellae Itali chirurgi anabaptistae innumeris mendaciorum, calumniarum, errorumque purgamentis infartam postremo emiserunt, Olomutii, typis Friderice Milichtaler 1589
- Appendix scoparum in Nicolaum Buccellam, 1589